# Saint-Cyprien-sur-Dourdou
Saint-Cyprien-sur-Dourdou ist eine Ortschaft und eine ehemalige französische Gemeinde mit 814 Einwohnern (Stand 1. Januar 2022) im Département Aveyron in der Region Okzitanien. Sie gehörte zum Arrondissement Rodez und zum Kanton Lot et Dourdou. Die Einwohner werden Cypriennois genannt.
Mit Wirkung vom 1. Januar 2016 wurden die früheren Gemeinden Conques, Noailhac, Saint-Cyprien-sur-Dourdou und Grand-Vabre zur Commune nouvelle mit dem Namen Conques-en-Rouergue zusammengelegt und haben in der neuen Gemeinde den Status einer Commune déléguée inne. Der Verwaltungssitz befindet sich im Ort Conques.

## Geografie
Saint-Cyprien-sur-Dourdou liegt etwa 24 Kilometer nordnordwestlich von Rodez am Fluss Dourdou de Conques. Die Ortschaft liegt im Weinbaugebiet Marcillac.

## Bevölkerungsentwicklung
| Jahr                      | 1962  | 1968 | 1975 | 1982 | 1990 | 1999 | 2006 | 2013 |
| Einwohner                 | 1.020 | 925  | 863  | 849  | 778  | 766  | 794  | 865  |
| Quelle: Cassini und INSEE |       |      |      |      |      |      |      |      |

## Sehenswürdigkeiten
- Kirche von Arjac aus dem 15. Jahrhundert
- romanische Kirche Saint-Cyprien aus dem 15. Jahrhundert
- Kirche Saint-Julien in Malmont, im 12. Jahrhundert erbaut, Umbauten aus dem 18. Jahrhundert
- Schloss Le Cayla aus dem 12. Jahrhundert, Umbauten aus dem 16. Jahrhundert
- Mühle von Sanhes

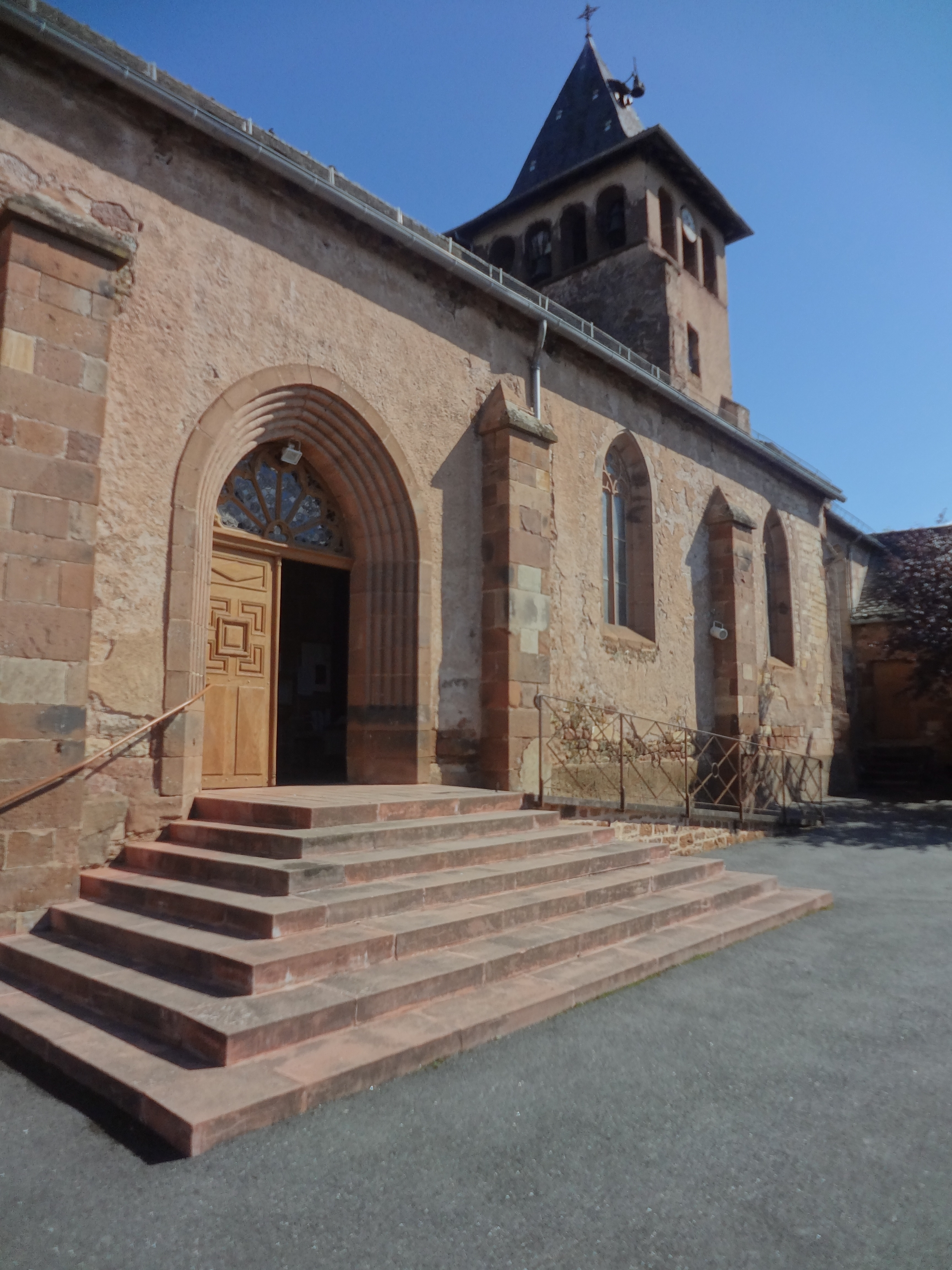
Kirche Saint-Cyprien
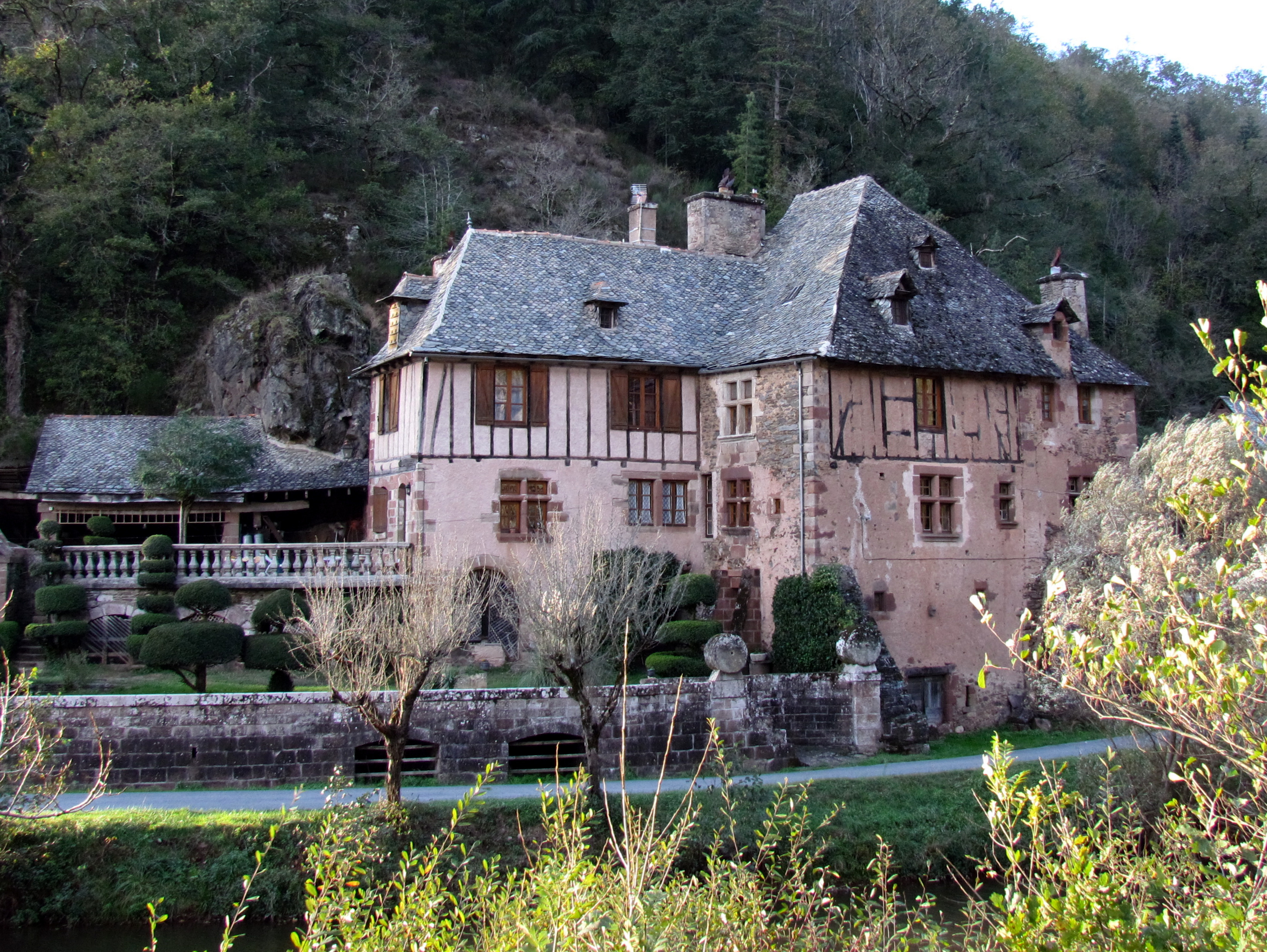
Mühle von Sanhes